# Spiesen-Elversberg
Spiesen-Elversberg è un comune tedesco di 12 683 abitanti, situato nel land della Saarland.

Gänselieselbrunnen (fontana di Gänseliesel)

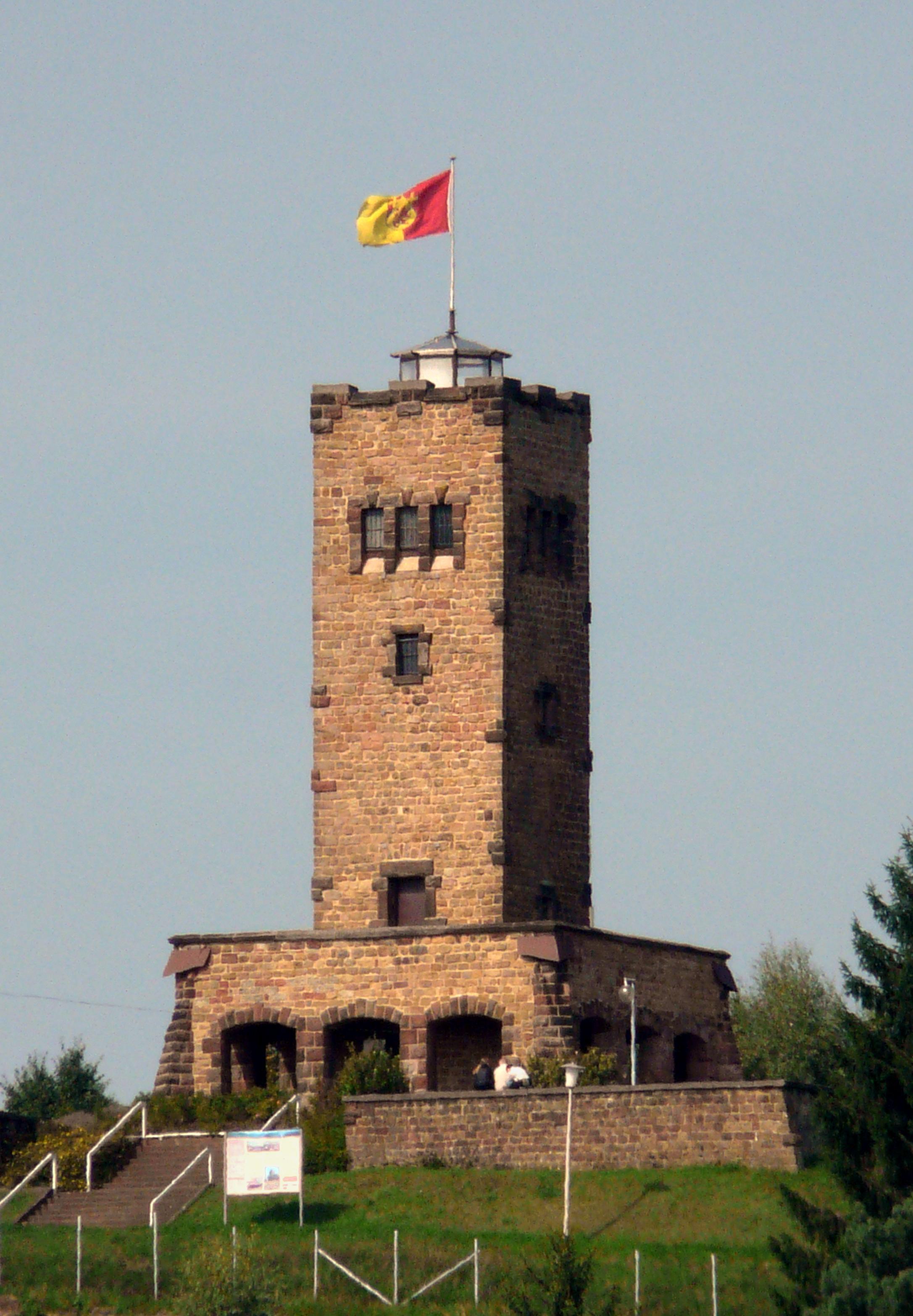
Galgenbergturm